# Глембоцкий, Евгений Константинович
Евгений Константинович Глембоцкий (15 июля 1924, Минск — 12 мая 1998, Минск) — советский футболист, полузащитник, хоккеист, футбольный тренер, судья. Заслуженный тренер БССР.

## Биография
Участник Великой Отечественной войны, служил в ОМСБОН. Награждён Орденом Отечественной войны II степени (1985).
В официальных соревнованиях по футболу начал выступать в 1945 году в первенстве КФК за минский «Спартак». В 1946 году играл в дубле киевского «Динамо», затем вернулся в Минск, где выступал преимущественно в соревнованиях коллективов физкультуры. В составе минского «Торпедо» в 1947 году стал чемпионом и обладателем Кубка БССР. В 1948—1949 годах выступал в классе «Б» за минский «Спартак», а в 1951 году сыграл 7 матчей в классе «Б» за минское «Динамо». Включался в заявку «Динамо» в период его выступлений в классе «А», но ни одного матча в этом турнире не сыграл. В составе минских клубов «Пищевик» и «Буревестник» в конце карьеры играл в матчах Кубка СССР.
В хоккее в течение нескольких лет выступал в высшей лиге за минский «Спартак», был нападающим первого звена команды.
Судил матчи первенства СССР по хоккею, работал линейным арбитром на матчах низших лиг по футболу.
Много лет работал детским тренером в ДЮСШ № 5 г. Минска и группе подготовки футболистов минского «Динамо». Среди его воспитанников советского периода — игрок сборной СССР Виталий Старухин. В 1970—1973 годах тренировал клуб второй лиги «Химик» (Гродно), а в 1973—1974 годах возглавлял «Гомсельмаш». Некоторое время входил в тренерский штаб основной команды минского «Динамо». Затем вернулся к работе с детьми в Минске, его воспитанниками были Александр Храпковский, Алексей Вергеенко.